# Кейтнесс

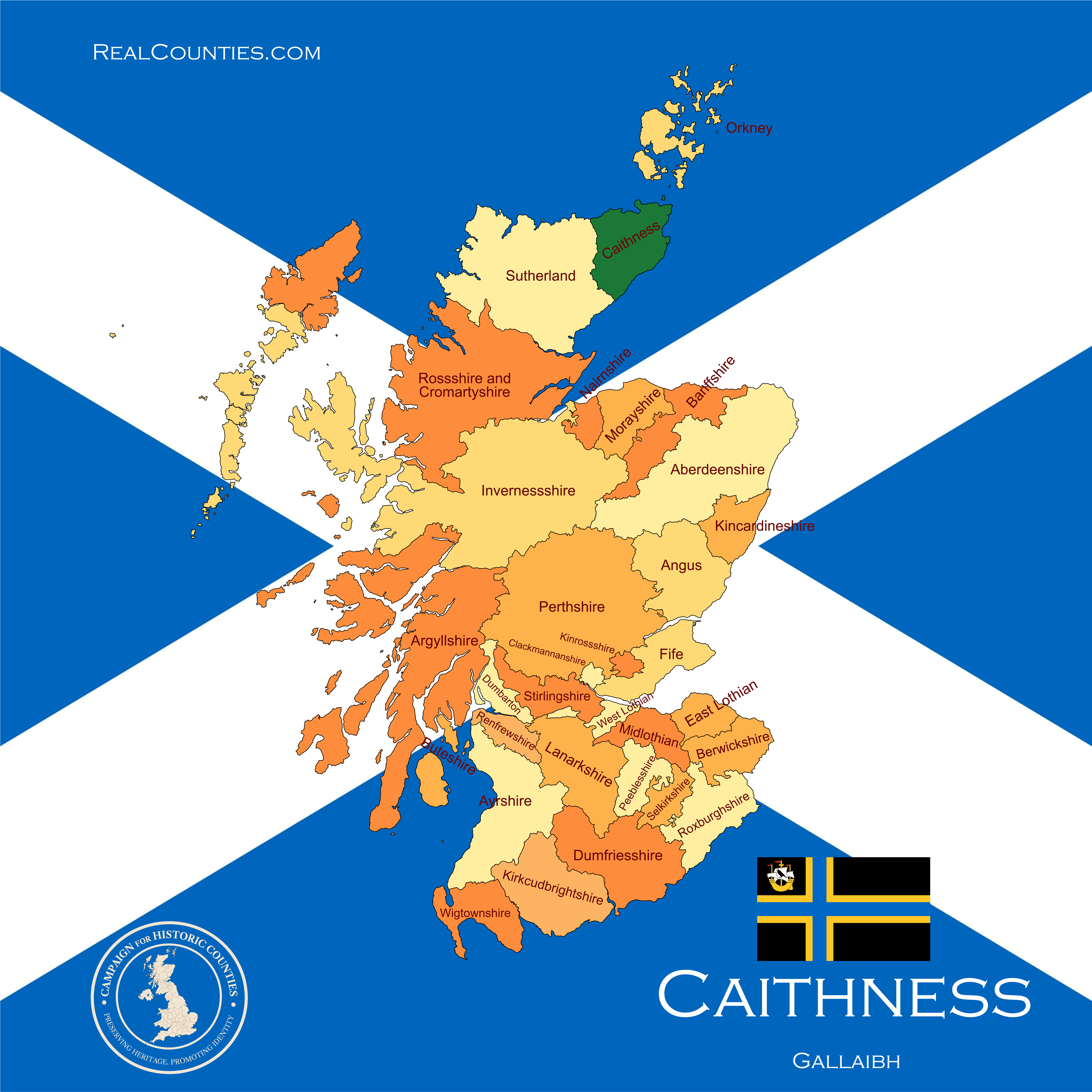
Примерные границы исторической области Кейтнесс

Флаг Кейтнесса

Кейтне́сс (гэльск. Gallaibh — «земля норвежцев»; англ. Caithness, от норв. «нос Кейта») — историческая область на крайнем севере Шотландии на побережье пролива Пентленд-Ферт и Северного моря. В настоящее время эта территория входит в состав области Хайленд.
Население Кейтнесса незначительно (около 25 тысяч человек) и сконцентрировано в небольших сельских образованиях. Исторический и культурный центр — небольшой город Уик на восточном побережье региона с развалинами старинной норвежской крепости. Кейтнесс представляет собой песчаниковое плато, ранее бывшее дном девонского Оркадского озера, к юго-западу сменяющееся гранитовыми горными образованиями высотой до 706 м. Территория практически лишена леса, зато изобилует болотами и кустарниковыми пустошами.
В древнейшие времена территорию Кейтнесса заселяли древне-кельтские племена. Позднее сюда проникли пикты, которые, по-видимому, включили Кейтнесс в своё Королевство пиктов, располагавшееся на территории северо-восточной Шотландии. В X веке сюда проникают норвежские викинги, которые постепенно начали оседать на побережье, вытесняя пиктское население. В результате Кейтнесс стал практически полностью норвежским и стал подчиняться норвежским ярлам Оркнейских островов. Борьба между Норвегией и Шотландией за Кейтнесс велась с переменным успехом: в 1196 г. ярл Оркнейский согласился выплачивать шотландскому королю дань за право владения Кейтнессом, а в 1266 г. Пертским договором Норвегия признала сюзеренитет Шотландии над этой территорией. Тем не менее, еще на протяжении нескольких веков власть короля Шотландии в Кейтнессе была минимальной, население продолжало говорить на диалекте норвежского языка и пользоваться норвежским правом. Лишь с конца XIV века, когда графами Кейтнесса стали представители рода Синклеров начинается включение этой области в состав общегосударственной администрации и проникновение шотландских обычаев и шотландского языка.